# Hexatoma eriophora
Hexatoma eriophora är en tvåvingeart som först beskrevs av Samuel Wendell Williston  1893.  Hexatoma eriophora ingår i släktet Hexatoma och familjen småharkrankar. Inga underarter finns listade i Catalogue of Life.